# Harmonyland
Harmonyland est un parc à thème situé à Hiji dans la préfecture d'Ōita, au Japon. Le parc appartient à la société Sanrio et a été ouvert en 1991, peu après l'inauguration de Sanrio Puroland.
Le parc propose plusieurs attractions, des aires de jeux et des spectacles mettant en scène les personnages de Sanrio. Les visiteurs peuvent également rencontrer Hello Kitty dans le château situé dans le parc. Le site comprend aussi des boutiques, un café et plusieurs restaurants.

## Galerie

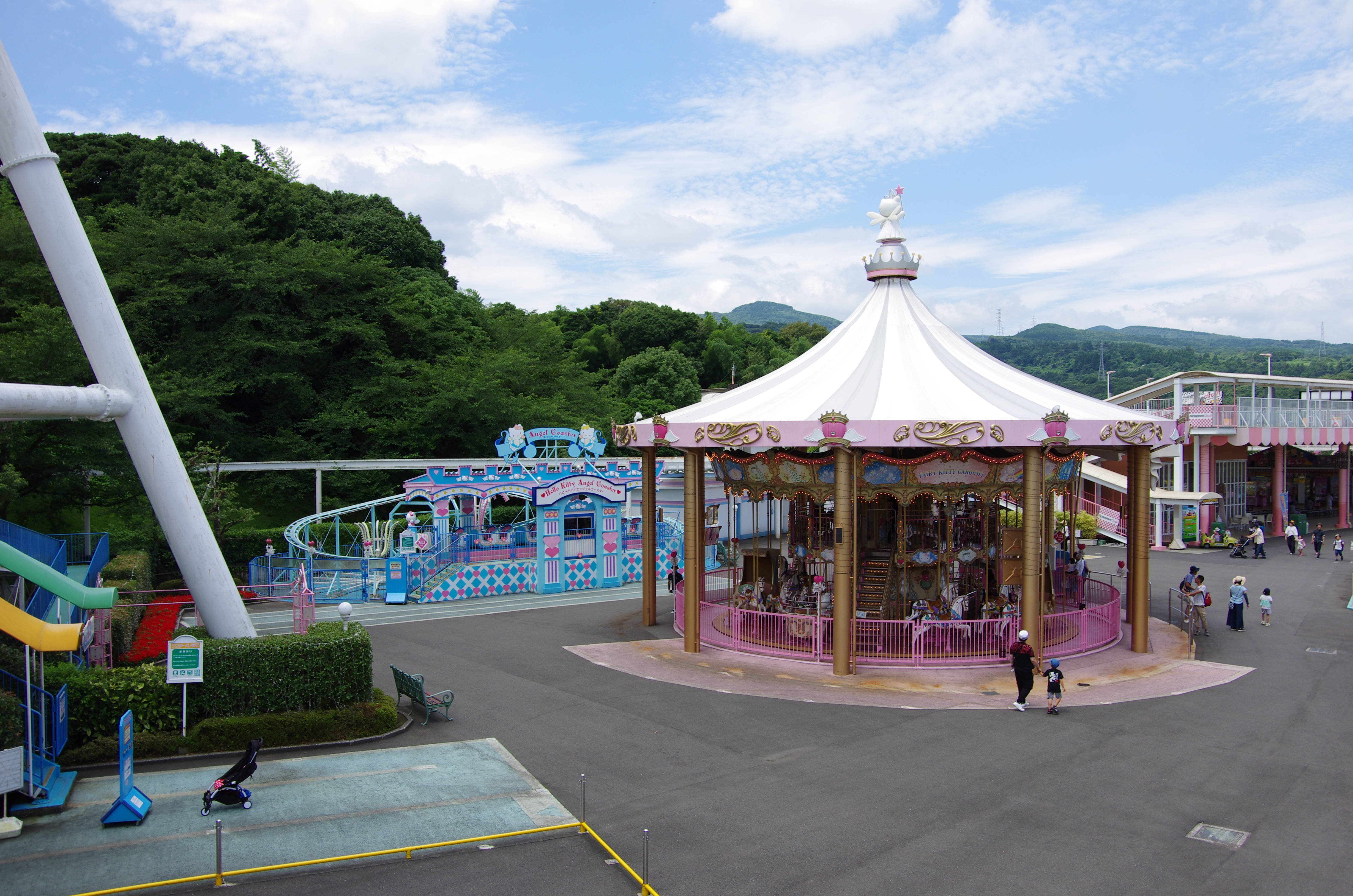
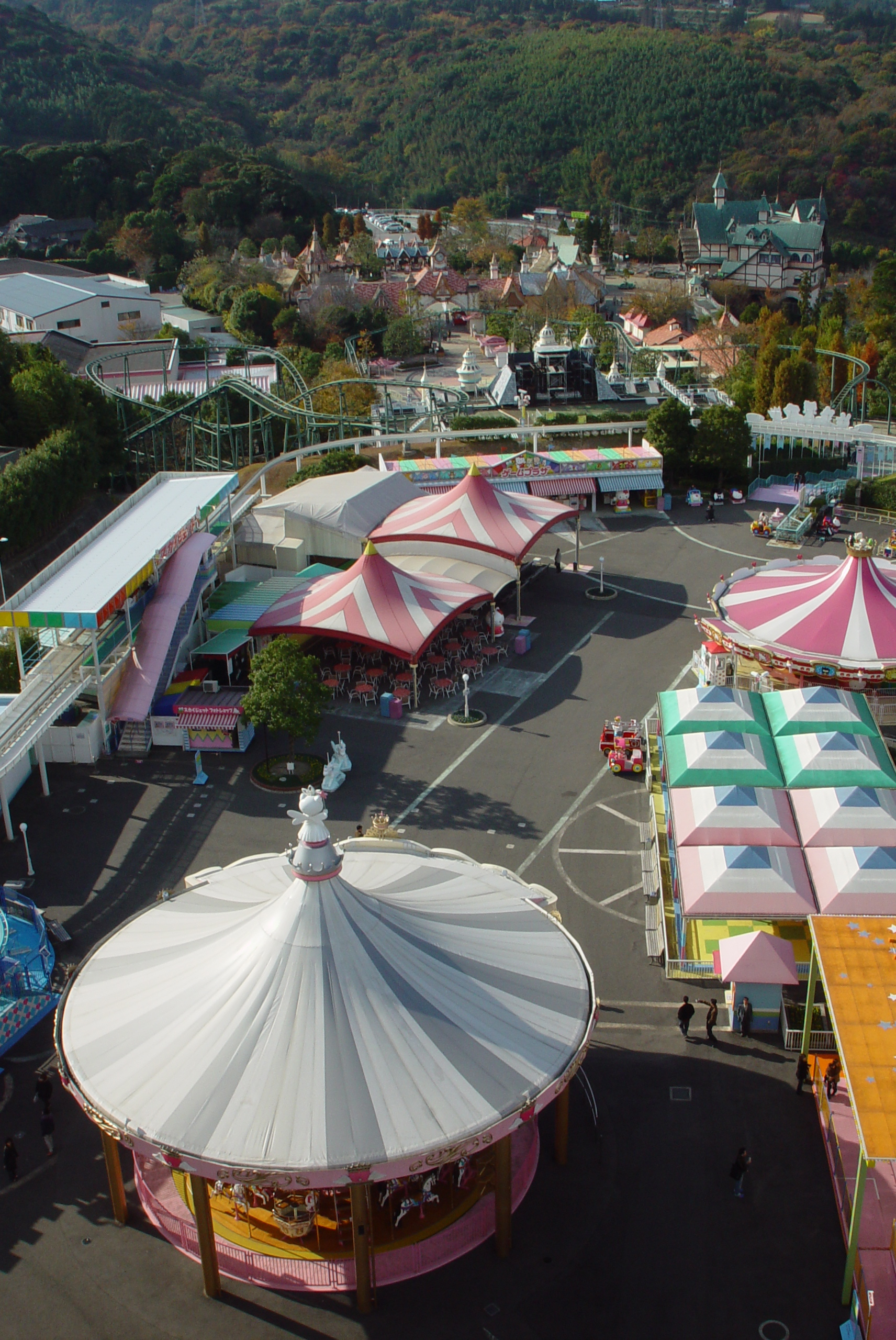
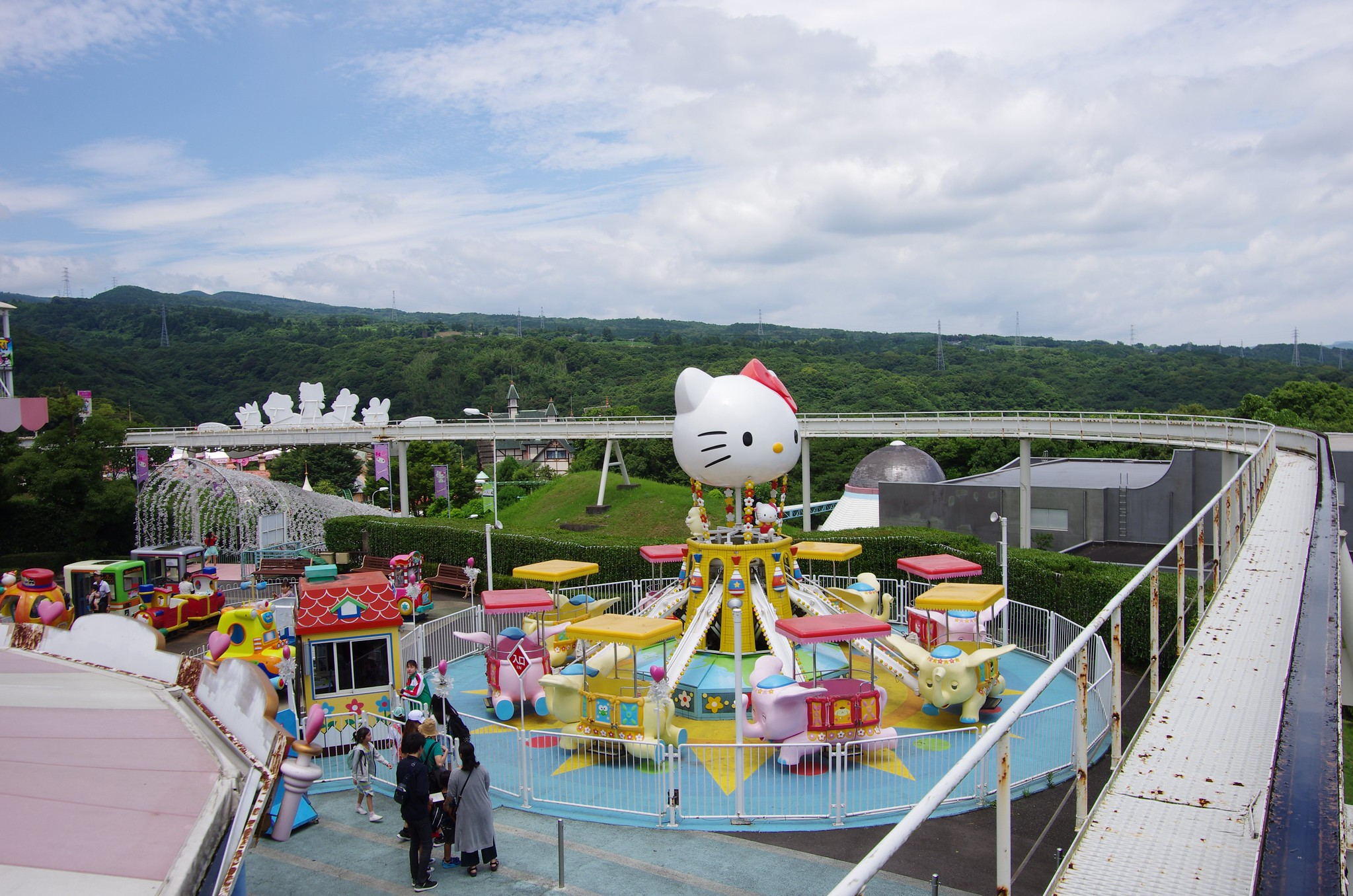
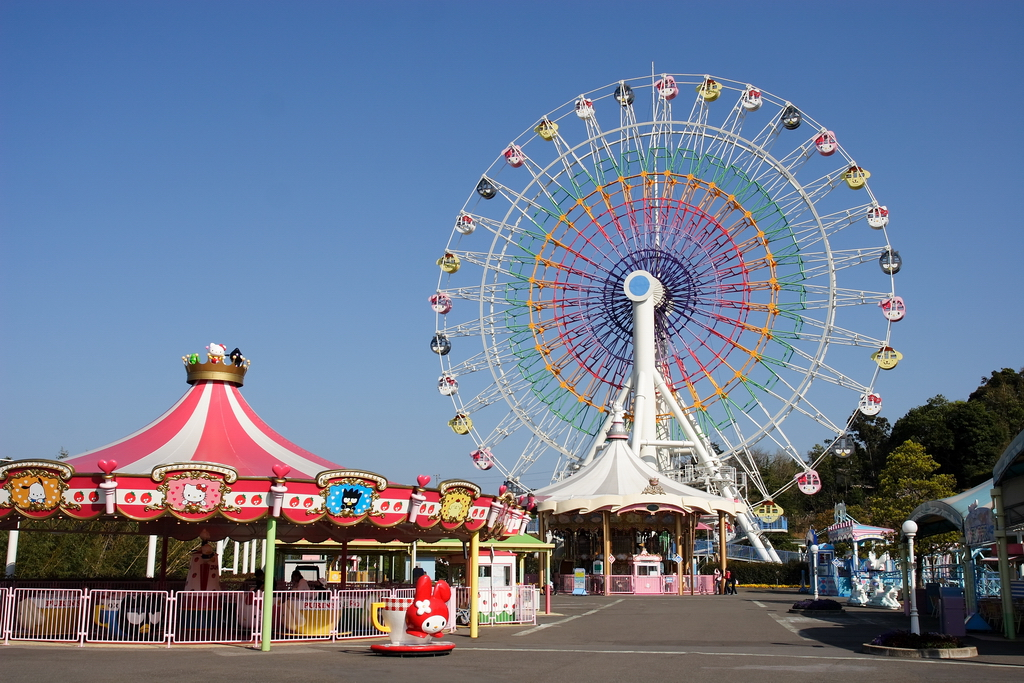
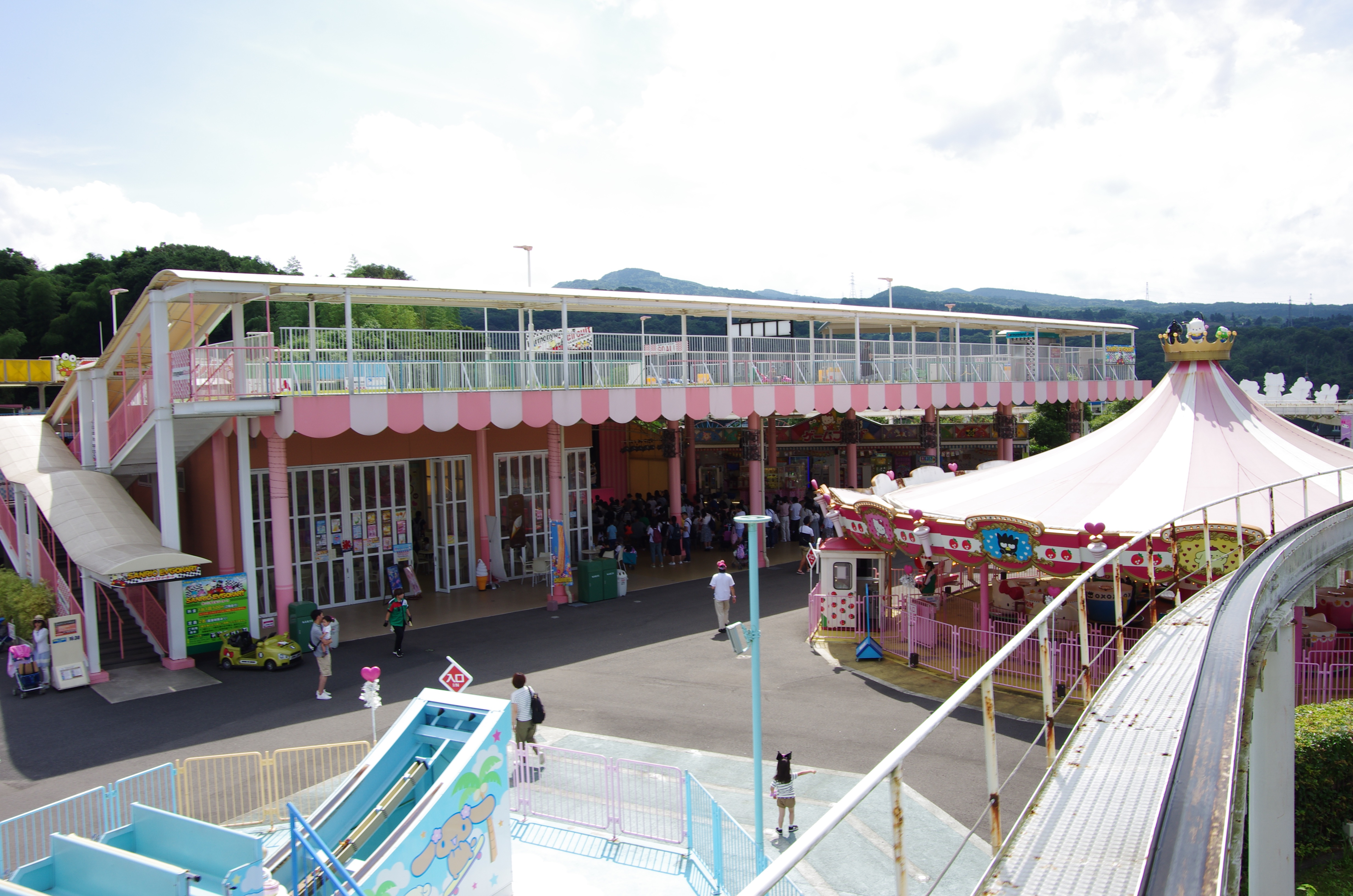